# كولتون (نيويورك)
كولتون (بالإنجليزية: Colton, New York)‏ هي بلدة أمريكية تقع في الولايات المتحدة في مقاطعة سانت لورنس، نيويورك. يقدر عدد سكانها بـ 1,451 نسمة ومساحتها 660.3 كم2 وترتفع عن سطح البحر 456 متر.